# 셀라필드역
셀라필드역(Sellafield railway station)은 영국의 셀라필드 원자력 단지를 지원하는 역이다. 이 철도역은 경치좋은 컴브리안 코스트 선을 따라 연결되어 있는 기차역중 하나며, 이 역엔 종종 Furness선의 기차도 서기도 한다. 셀라필드 역은 Northern Rail이 운영한다.
이 역은 1850년 세워질때부터 화물선으로 자리잡았는데, 현재 이 역은 셀라필드 원자력 단지내의 TRORP 재처리 공장에서 나오는 방사성 폐기물을 Barrow-in-Furness에 위치한 선착장까지 운반하거나, 영국내 기차로 연결된 원자력 발전소로 연료를 보내는 일을 주 목적으로 하고 있다. 이 역에서는 전자 통표를 이용하여, 화이트해븐역으로부터의 단선이 끝남을 표시하고 있으며, 이 역 에서부터 Ravenglass와 Barrow-in-Furness 역까지는 복선이다(그러나 Park South 합류점과 Barrow-in-Furness역까지의 짧은 구간은 단선이다). 이 역은 1869년 8월부터 1964년 3월까지 지금은 없어진 컴브리아의 Whitehaven, Cleator and Egremont선의 남부 종착역이기도 하였다.

## 서비스
이 역에는 하루에 10대의 기차가 다니며, 주말에는 화이트해븐역과 Carlisle 북쪽역으로 가는 기차가 있으며, 2008년 변경된 시간표로 인해서 Barrow 남행열차가 11편 신설되었다. 이 역은 저녁과 일요일엔 운영하지 않는다.